# Felsöbanyaíta
La felsöbanyaíta es un mineral, sulfato de aluminio hidratado con hidroxilos. Fue descubierto en la mina de Felsöbánya, localidad que estaba situada en Hungría, pero que actualmente se llama Baia Sprie y está en el territorio de Rumanía. El nombre procede del nombre original de la localidad donde se descubrió. Posteriormente, en 1948, se describió la basaluminita, que se consideró un mineral distinto. Estudios posteriores demostraron que ambos eran el mismo, quedando el nombre de felsöbanyaíta como oficial, al tener prioridad por haberse utilizado anteriormente.

## Propiedades físicas y químicas
La felsöbanyaíta es un sulfato hidratado de aluminio con hidroxilos. Se encuentra como esférulas radiadas interiormente, con brillo nacarado en las secciones, como microcristales laminares y como masas más o menos compactas o terrosas.

## Yacimientos
Se ha encontrado felsöbanyaíta (citada muy frecuentemente con el nombre de basaluminita) en alrededor de unas 50 localidades en el mundo, aunque dado su aspecto, es posible que haya pasado inadvertida en muchas otras. Aparece asociada a alofana, gibbsita y a otros minerales secundarios de aluminio. En Bolivia se ha encontrado en la mina El Dragón, en Potosí. En España se ha encontrado en un afloramiento en la carretera junto a Sant Marti dels Castells, Prulláns (Lérida).